# Berestin
Berestin (en ucraniano: Берестин, romanizado: Berestyn) es una ciudad ucraniana perteneciente al óblast de Járkov. Situada en el este del país, es el centro del raión de Berestin y centro del municipio (hromada) homónimo.

## Toponimia
Entre 1784 y 1922, la ciudad fue conocida como Konstantingrado (en ucraniano: Костянтиноград, romanizado: Kostyantynohrad). Hasta 2024, el nombre oficial de la ciudad era Krasnogrado (en ucraniano: Красноград, romanizado: Krasnohrad).

## Geografía
Berestin se encuentra a orillas del río Berestova, 101 km al sur de la ciudad de Járkov y 85 km al este de Poltava.

### Clima
| Parámetros climáticos promedio de Berestin (1981–2010) | Parámetros climáticos promedio de Berestin (1981–2010) | Parámetros climáticos promedio de Berestin (1981–2010) | Parámetros climáticos promedio de Berestin (1981–2010) | Parámetros climáticos promedio de Berestin (1981–2010) | Parámetros climáticos promedio de Berestin (1981–2010) | Parámetros climáticos promedio de Berestin (1981–2010) | Parámetros climáticos promedio de Berestin (1981–2010) | Parámetros climáticos promedio de Berestin (1981–2010) | Parámetros climáticos promedio de Berestin (1981–2010) | Parámetros climáticos promedio de Berestin (1981–2010) | Parámetros climáticos promedio de Berestin (1981–2010) | Parámetros climáticos promedio de Berestin (1981–2010) | Parámetros climáticos promedio de Berestin (1981–2010) |
| Mes                                                    | Ene.                                                   | Feb.                                                   | Mar.                                                   | Abr.                                                   | May.                                                   | Jun.                                                   | Jul.                                                   | Ago.                                                   | Sep.                                                   | Oct.                                                   | Nov.                                                   | Dic.                                                   | Anual                                                  |
| ------------------------------------------------------ | ------------------------------------------------------ | ------------------------------------------------------ | ------------------------------------------------------ | ------------------------------------------------------ | ------------------------------------------------------ | ------------------------------------------------------ | ------------------------------------------------------ | ------------------------------------------------------ | ------------------------------------------------------ | ------------------------------------------------------ | ------------------------------------------------------ | ------------------------------------------------------ | ------------------------------------------------------ |
| Temp. máx. media (°C)                                  | -2.0                                                   | -1.3                                                   | 4.8                                                    | 14.5                                                   | 21.4                                                   | 24.8                                                   | 26.9                                                   | 26.4                                                   | 20.2                                                   | 12.6                                                   | 4.1                                                    | -0.8                                                   | 12.6                                                   |
| Temp. media (°C)                                       | -4.5                                                   | -4.3                                                   | 1.0                                                    | 9.3                                                    | 15.8                                                   | 19.3                                                   | 21.3                                                   | 20.5                                                   | 14.8                                                   | 8.2                                                    | 1.2                                                    | -3.3                                                   | 8.3                                                    |
| Temp. mín. media (°C)                                  | -6.9                                                   | -7.2                                                   | -2.2                                                   | 4.7                                                    | 10.3                                                   | 14.1                                                   | 16.1                                                   | 15.1                                                   | 10.1                                                   | 4.5                                                    | -1.3                                                   | -5.7                                                   | 4.3                                                    |
| Precipitación total (mm)                               | 43.1                                                   | 35.6                                                   | 39.9                                                   | 42.3                                                   | 53.1                                                   | 69.7                                                   | 63.7                                                   | 46.7                                                   | 52.9                                                   | 43.4                                                   | 45.4                                                   | 40.9                                                   | 576.7                                                  |
| Días de precipitaciones (≥ 1.0 mm)                     | 8.9                                                    | 7.6                                                    | 8.2                                                    | 7.0                                                    | 7.6                                                    | 8.3                                                    | 7.6                                                    | 5.2                                                    | 6.4                                                    | 6.2                                                    | 7.5                                                    | 8.2                                                    | 88.7                                                   |
| Humedad relativa (%)                                   | 86.3                                                   | 83.3                                                   | 78.1                                                   | 66.0                                                   | 60.9                                                   | 66.0                                                   | 66.1                                                   | 62.5                                                   | 69.8                                                   | 77.3                                                   | 86.1                                                   | 87.2                                                   | 74.1                                                   |
| Fuente: World Meteorological Organization              |                                                        |                                                        |                                                        |                                                        |                                                        |                                                        |                                                        |                                                        |                                                        |                                                        |                                                        |                                                        |                                                        |

## Historia
La ciudad de Berestin fue fundada como una fortaleza de Bilevsk (en ucraniano: Білевськ) en 1731-1733, como parte de las fortificaciones de defensa de la línea ucraniana, que iban desde el Dniéper hasta el Donets. La fortaleza fue nombrada después de la guarnición militar rusa que se formó en una ciudad de Belyov (cerca de Tula). En 1784, la fortaleza pasó a llamarse Kostantinogrado en honor a Constantino Románov, y en 1797 recibió el estatus de ciudad.  
En 1897, había alrededor de 6,5 mil personas en la ciudad (pequeños rusos, 72%; judíos, 17%; grandes rusos, 9%). En 1922 fue renombrada como Krasnogrado como parte de los esfuerzos de las autoridades de la URSS para desimperializar el país.Durante el Holodomor (1932-1933), murieron al menos 1.062 habitantes de la ciudad
Durante la Segunda Guerra Mundial, la ciudad fue ocupada por tropas de la Wehrmacht del 20 de septiembre de 1941 al 18 de septiembre de 1943.
En 2023, el grupo de trabajo de la Comisión Nacional de Estándares Lingüísticos Estatales incluyó a Krasnogrado en la lista de asentamientos en Ucrania que contienen palabras con la raíz "krasn" ("rojo", el rojo era el color nacional de la Unión Soviética) y pueden renombrarse como parte de las campañas de descomunización y la derusificación en Ucrania. A finales de agosto de 2023, el ayuntamiento de Krasnogrado inició una votación pública para cambiar el nombre de la ciudad.El nombre elegido fue Berestin, aprobado en la Rada Suprema el 19 de septiembre de 2024.

## Demografía
La evolución de la población de Berestin entre 1897 y 2022 fue la siguiente:
| 6455                                                          | 11 409 | 12 708 | 16 499 | 15 419 | 18 386 | 23 374 | 26 398 | 22 670 | 21 143 | 20 447 | 19 674 |
| (Fuente: Cities & Towns of Ukraine y UKRAINE: Größere Städte) |        |        |        |        |        |        |        |        |        |        |        |

Según el censo de 2001, la lengua materna de la mayoría de los habitantes, el 77,78%, es el ucraniano; del 21,52% es el ruso.

## Economía
Los principales sectores de la economía local son el gas, la industria ligera de hilado, los productos alimenticios (carne, cereales, mantequilla, hortalizas), la madera y los materiales de construcción. 

## Infraestructura

### Transporte
La ciudad tiene una conexión con la autopista M18-E105 y una estación de tren en la línea ferroviaria Dnipró-Járkov-Poltava.

## Personas importantes
- Anatoli Shapiro (1913-2005): soldado judío ucraniano del Ejército Rojo.
- Andriy Lunin (1999): futbolista ucraniano que juega como portero en el Real Madrid C. F. de la Primera División de España.
- Mijailo Mudryk (2001): futbolista ucraniano que juega como extremo en el Chelsea F. C. de la Premier League de Inglaterra.

## Galería

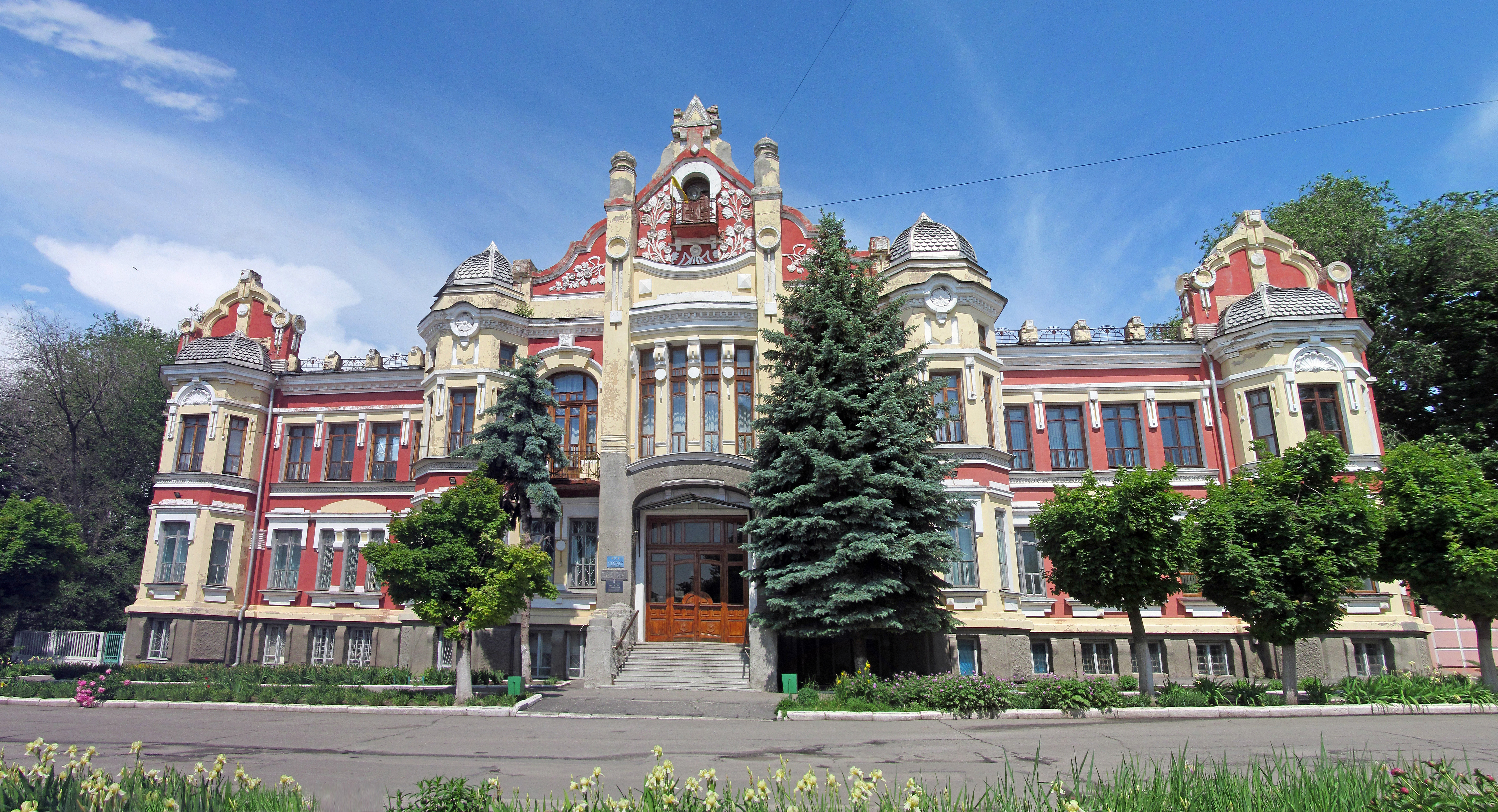
Edificio administrativo del raión
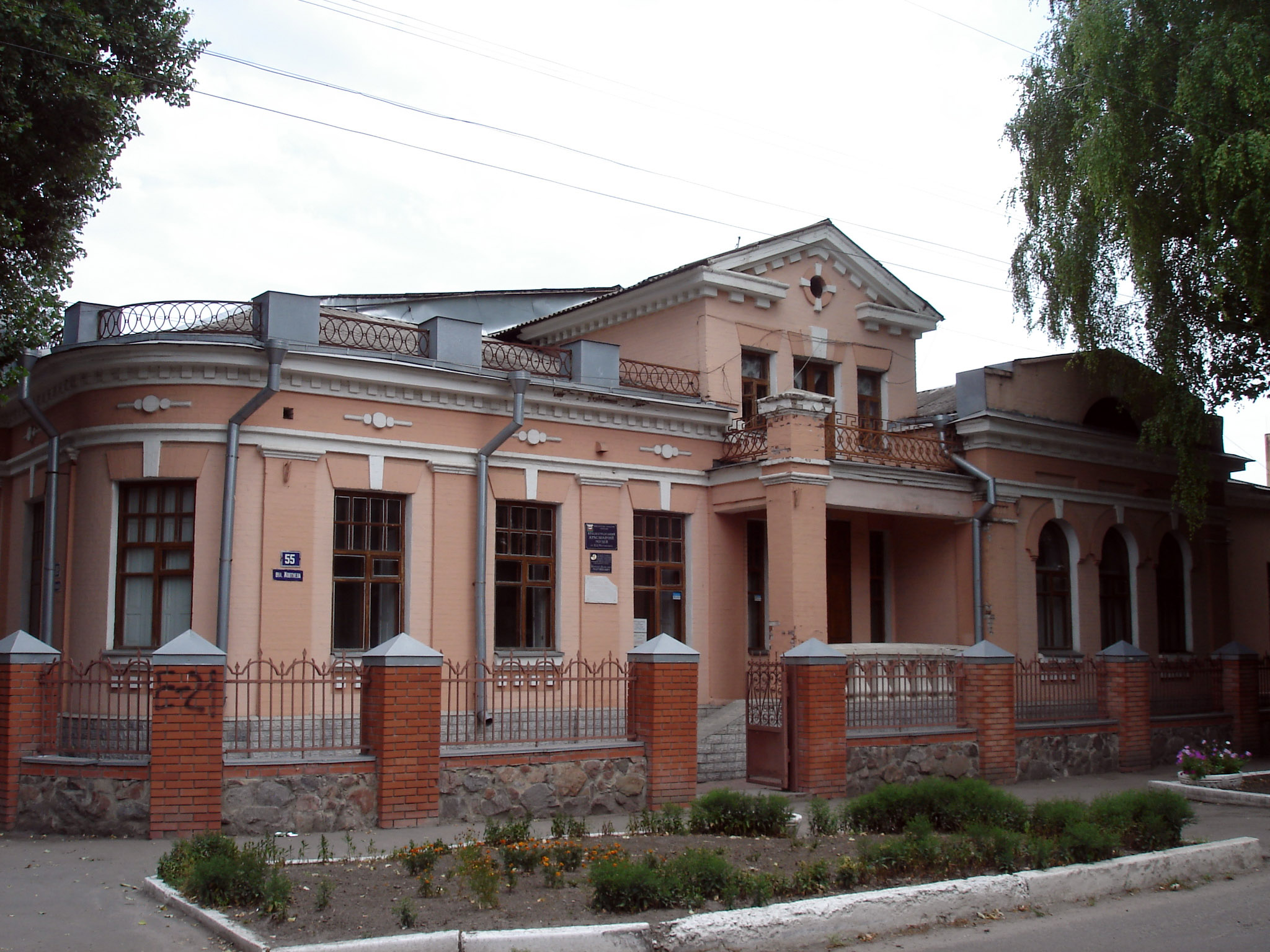
Museo local de Krasnogrado
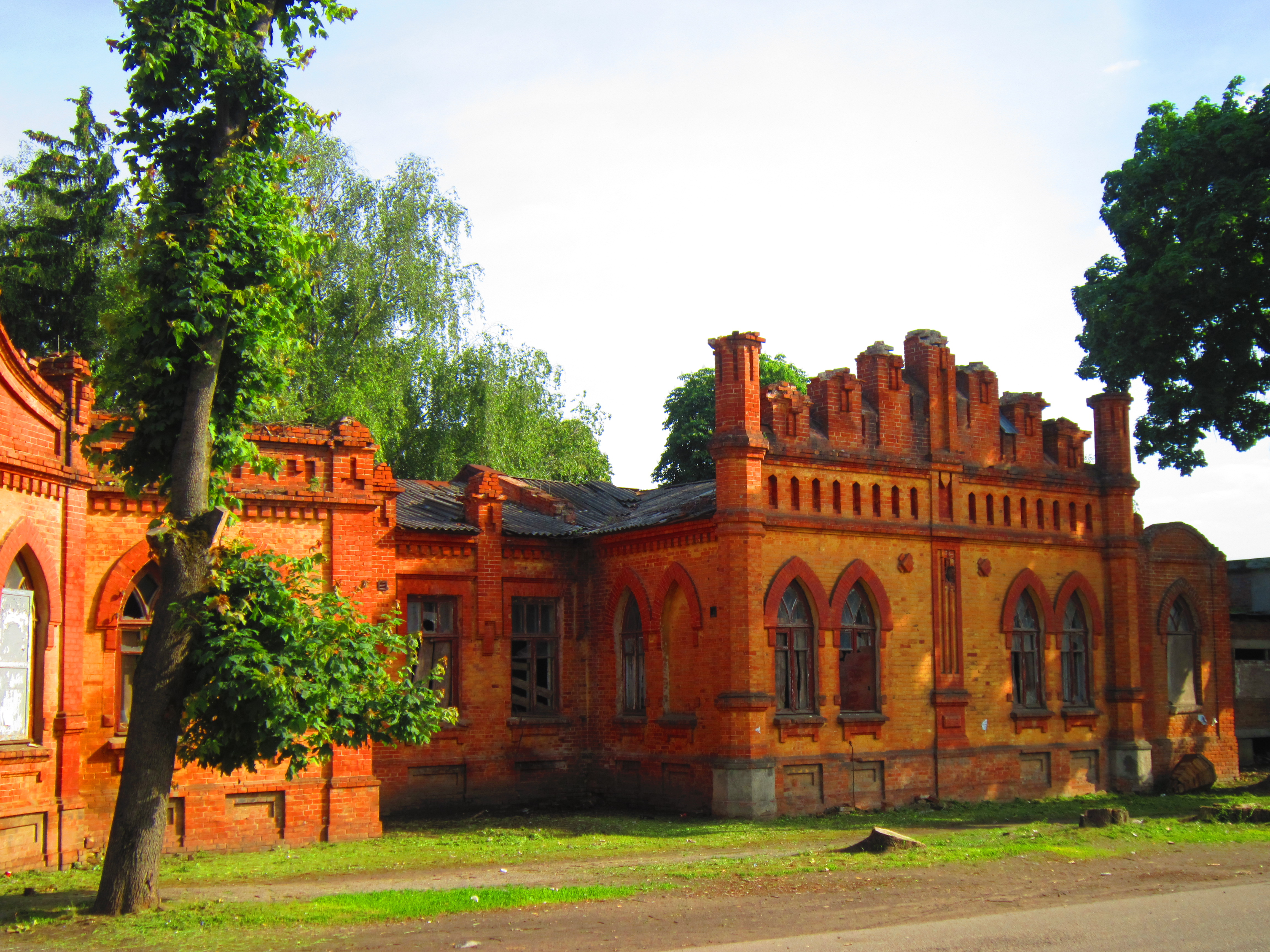
Hospital del raión
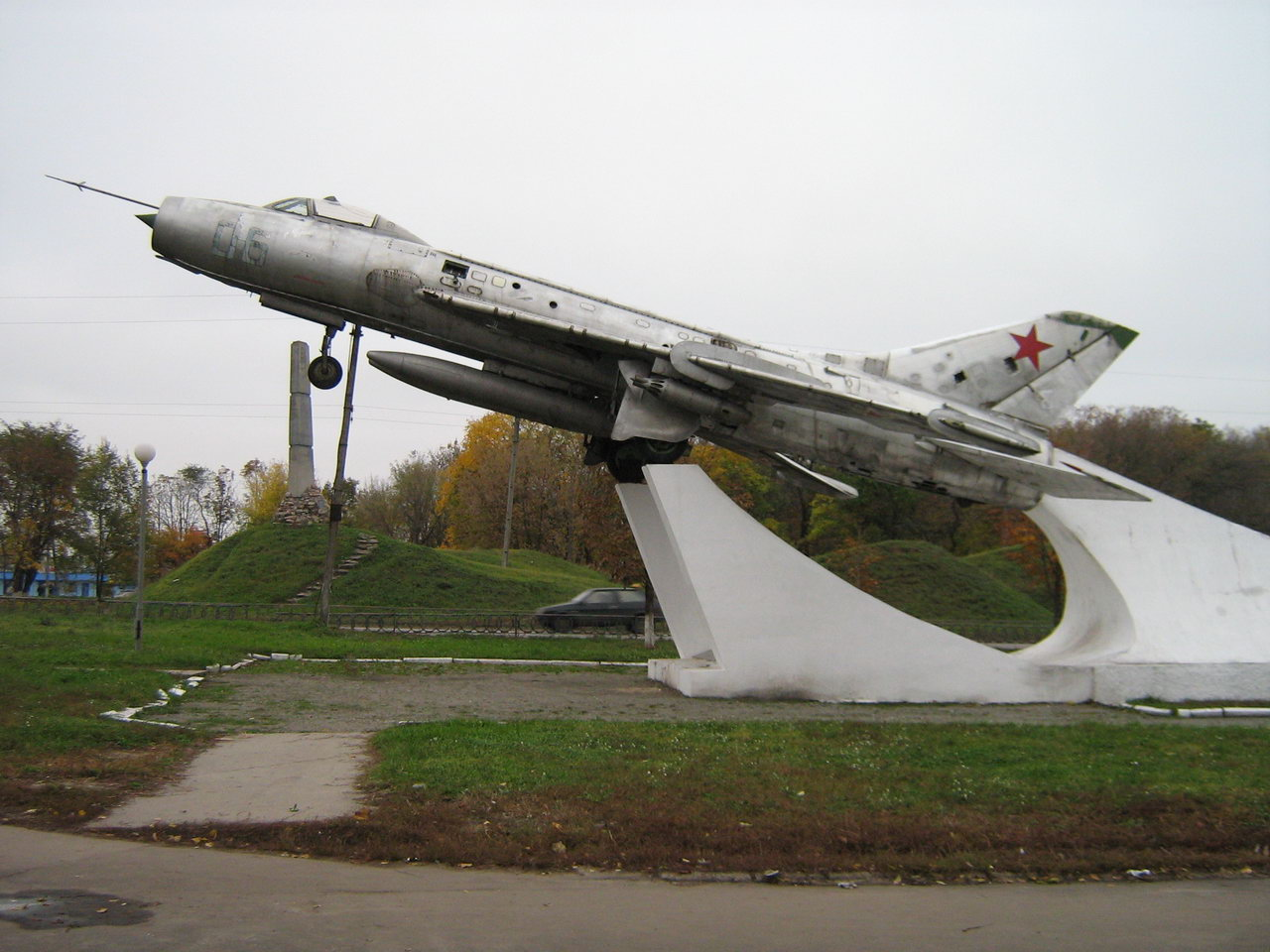
Monumento con Su-7 en Krasnogrado